# Набережночелнинский институт КФУ
Набережночелнинский институт Казанского (Приволжского) федерального университета —  первый филиал КФУ в регионе, открытый в 1997 году. В апреле 2012 года в состав Казанского федерального университета вошла Камская государственная инженерно-экономическая академия (ИНЭКА), объединённая с филиалом КФУ в г. Набережные Челны.

## История филиала КФУ
История филиала Казанского университета в Набережных Челнах начинается с 1995 года, когда был осуществлён первый набор студентов по специальности «Менеджер-юрист». Приказом ректора КГУ от 18.09.1995 года № 280-1 на основании решения приемной комиссии от 11.09.1995 года на заочное отделение Высшей Школы Управления и Бизнеса (ВШУБ) КГУ были зачислены 56 студентов. Они-то и стали первыми выпускниками, получившими в 2000 году дипломы Казанского университета.
- 20.06.1996 года состоялось заседание Ученого Совета КГУ, на котором и было принято решение об открытии в Набережных Челнах филиала КГУ. В этом же году впервые был осуществлен набор по специальности «Юриспруденция».
- В 1997 году был подписан приказ Министра образования РФ о лицензировании четырёх специальностей: «Юриспруденция», «Менеджмент», «Журналистика», «Филология», а в 1999 году — о лицензировании специальности «Математические методы в экономике».
- В апреле 2012 года в состав Казанского федерального университета вошла «Камская государственная инженерно-экономическая академия (ИНЭКА)», объединённая с филиалом КФУ в городе Набережные Челны.
- В соответствии с Приказом Министерства образования и науки Российской Федерации № 22 от 22 января 2013 года "О переименовании филиалов федерального государственного автономного образовательного учреждения высшего профессионального образования «Казанский (Приволжский) федеральный университет» в городах Набережные Челны и Елабуге и внесении изменений в устав федерального учреждения высшего профессионального образования «Казанский (Приволжский) федеральный университет» филиал федерального государственного автономного образовательного учреждения высшего профессионального образования «Казанский (Приволжский) федеральный университет» в городе Набережные Челны переименован в Набережночелнинский институт (филиал) федерального государственного автономного образовательного учреждения высшего профессионального образования «Казанский (Приволжский) федеральный университет».
- С 2013 года на базе института создан Инжиниринговый центр КФУ.
- На июнь 2019 года в вузе обучается более 7-ми тысяч студентов по программам высшего образования, порядка 2-х тысяч — студенты Инженерно-экономического колледжа института. Научно-исследовательская работа проводится на 28 кафедрах и 9 научных лабораториях. В институте работает 239 кандидатов наук и 40 докторов наук.

## Структура
Инфраструктура:
· 9
учебных зданий
· Инжиниринговый
центр КФУ (более 20 учебных лабораторий)
· Комплекс благоустроенных общежитий
· Библиотека
с фондом более 400 тысяч томов
· Издательско-полиграфический
центр
· Музей
· Спортивный комплекс
и спортманеж
· Санаторий-профилакторий
· База
отдыха «Дубравушка»
С подробной структурой Набережночелнинского института КФУ можно ознакомиться, пройдя по ссылке.
В структуру Набережночелнинского Института входят две высшие школы:
- Высшая инженерная школа
- Высшая школа экономики и права

В Высшую инженерную школу входят:  
- Автомобильное отделение;
- Отделение информационных технологий и энергетических систем;
- Инженерно-строительное отделение.

В Высшую школу экономики и права входят:
- Экономическое отделение;
- Отделение юридических и социальных наук.